# Pedalboard

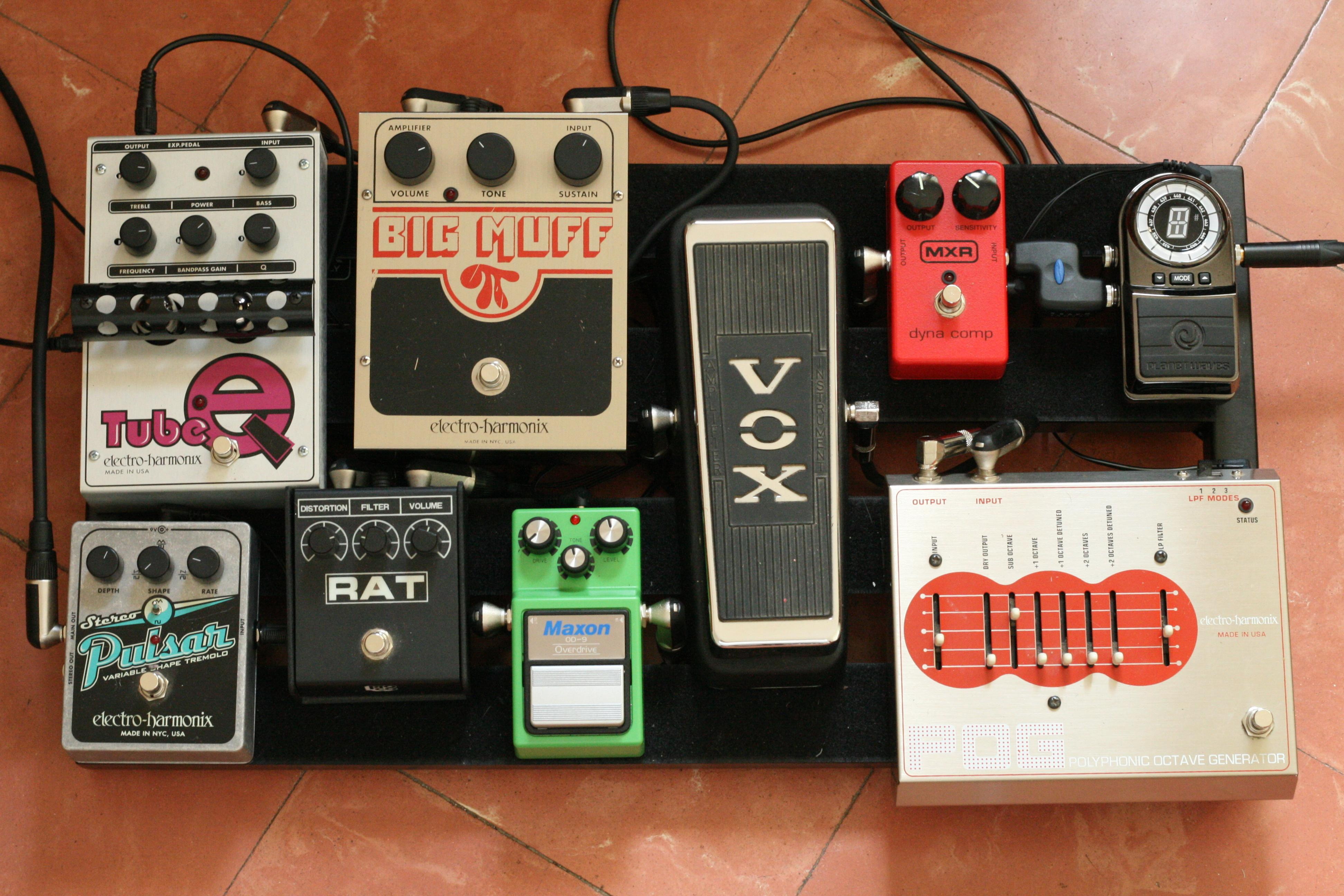
Pedalbord

Pedalboard je podložka, kufr či prostě obal na kytarové efekty, který umožní kytaristovi jejich pohodlné rozložení, ochranu před vnějšími vlivy, možnost rychlého sbalení a odnesení efektů apod.
Pedalboardy je možné vyrobit svépomocí například nařezáním překližkových lišt, natřením, opatřením kování - tedy vlastnoruční výrobou kufru pro efekty, nebo modifikací kufru sloužícího k jiným nebo podobným účelů.
Mnoho firem vyrábí pedalboardy, které už není nutno dále modifikovat. Pedalbord je obalem / kufrem s odnímatelným víkem, do kterého už stačí pouze naskládat efekty podle potřeby a vyřešit vzájemné propojení a napájení několika krabiček.
Některé firmy vyrábějí kompaktní pedalboardy, které mají již vyřešenou i část napájení. Není třeba dokupovat zdroj, protože ten již je integrován v pedalboardu s možností změny polority apod.
Při kompletování pedalboardů mnoho kytaristů využívá true bypass lišty, které zajišťují to, aby kytarový signál nebyl ochuzen o svůj charakter díky průchodu efektem, který ve skutečnosti není zcela vypnut.